# Paul Bettany
Paul Bettany (Harlesden, 27 maggio 1971) è un attore britannico naturalizzato statunitense.
Il suo ruolo più noto è quello del monaco Silas nel film Il codice da Vinci e di Visione nel Marvel Cinematic Universe.
Altri suoi film popolari sono A Beautiful Mind, Master & Commander, Dogville.

## Biografia
Paul Bettany è figlio d'arte: infatti, il padre Thane Bettany era un affermato attore teatrale già prima degli anni settanta, mentre la madre Anne Kettle è stata cantante. I genitori hanno divorziato nel 1990. Dopo la scomparsa del fratello minore, Matthew, deceduto nel 1988 all'età di otto anni a causa di una caduta, Paul decise di dedicarsi all'"Accademia dello Spettacolo", che fu in grado di assicurargli per il futuro una carriera come interprete cinematografico. Parallelamente, ha da sempre coltivato la sua passione per la chitarra. È alto 192 cm.
Bettany è conosciuto soprattutto per l'interpretazione del monaco Silas nel film Il codice da Vinci al fianco di Tom Hanks e per la sua partecipazione a importanti pellicole quali Master & Commander - Sfida ai confini del mare di Peter Weir, Dogville del regista danese Lars von Trier e The Tourist del Premio Oscar Florian Henckel von Donnersmarck. Dal 2010 collabora con il regista Scott Stewart e ha recitato come protagonista nei film Legion e Priest. Ha esordito alla regia con Shelter nel 2014.
L'attore ha partecipato a tutti i film del Marvel Cinematic Universe dove è presente Iron Man, ossia Iron Man, Iron Man 2, The Avengers, Iron Man 3 e Avengers: Age of Ultron, doppiando in inglese la voce dell'intelligenza artificiale J.A.R.V.I.S. Ha recitato inoltre nei film Avengers: Age of Ultron, Captain America: Civil War e Avengers: Infinity War nei panni dell'androide supereroe Visione. Nel 2018 interpreta il perfido signore del crimine dell'Alba Cremisi, Dryden Vos, nel film Solo: A Star Wars Story, spin-off della saga di Guerre stellari.
Nel 2019 inizia le riprese della miniserie televisiva dell'MCU WandaVision, tornando ad interpretare il ruolo di Visione. A causa della pandemia di COVID-19, le riprese di WandaVision si sono interrotte per un breve periodo, per poi terminare nel novembre 2020. La serie ha debuttato il 15 gennaio 2021. Nel 2020 ha partecipato al film Zio Frank. Nel 2021 partecipa alla miniserie A Very British Scandal.

### Vita privata
Paul Bettany ha sposato nel 2003 l'attrice Jennifer Connelly, conosciuta sul set del film A Beautiful Mind, e con cui ha successivamente recitato nei film Inkheart - La leggenda di cuore d'inchiostro e Creation. Nell'agosto del 2003 è nato il loro primo figlio, Stellan, e nel giugno del 2011 la figlia Agnes Lark Bettany.

## Filmografia

### Attore

#### Cinema
- Bent, regia di Sean Mathias (1997)
- The Land Girls - Le ragazze di campagna (The Land Girls) (1998)
- After the Rain (1999)
- The Suicide Club (2000)
- Gangster nº 1 (Gangster No. 1), regia di Paul McGuigan (2000)
- Dead Babies (2000)
- Kiss Kiss (Bang Bang), regia di Stewart Sugg (2000)
- Il destino di un cavaliere (A Knight's Tale), regia di Brian Helgeland (2001)
- A Beautiful Mind, regia di Ron Howard (2001)
- The Heart of Me (2002)
- The Reckoning - Percorsi criminali (The Reckoning), regia di Paul McGuigan (2002)
- Dogville, regia di Lars von Trier (2003)
- Master & Commander - Sfida ai confini del mare (Master and Commander: The Far Side of the World), regia di Peter Weir (2003)
- Wimbledon, regia di Richard Loncraine (2004)
- Stories of Lost Souls, regia di registi vari (2005)
- Firewall - Accesso negato (Firewall), regia di Richard Loncraine (2006)
- Il codice da Vinci (The Da Vinci Code), regia di Ron Howard (2006)
- La vita segreta delle api (The Secret Life of Bees), regia di Gina Prince-Bythewood (2008)
- Inkheart - La leggenda di cuore d'inchiostro (Inkheart), regia di Iain Softley (2008)
- Broken Lines, regia di Sallie Aprahamian (2008)
- The Young Victoria, regia di Jean-Marc Vallée (2009)
- Creation, regia di Jon Amiel (2009)
- Legion, regia di Scott Stewart (2010)
- The Tourist, regia di Florian Henckel von Donnersmarck (2010)
- Margin Call, regia di J. C. Chandor (2011)
- Priest, regia di Scott Stewart (2011)
- Blood, regia di Nick Murphy (2012)
- Transcendence, regia di Wally Pfister (2014)
- Mortdecai, regia di David Koepp (2015)
- Avengers: Age of Ultron, regia di Joss Whedon (2015)
- Legend, regia di Brian Helgeland (2015)
- Captain America: Civil War, regia di Anthony e Joe Russo (2016)
- 1918 - I giorni del coraggio (Journey's End), regia di Saul Dibb (2017)
- Avengers: Infinity War, regia di Anthony e Joe Russo (2018)
- Solo: A Star Wars Story, regia di Ron Howard (2018)
- Zio Frank (Uncle Frank), regia di Alan Ball (2020)
- Here, regia di Robert Zemeckis (2024)

#### Televisione
- Wycliffe – serie TV, 1 episodio (1994)
- Metropolitan Police (The Bill) – serie TV, 1 episodio (1996)
- Sharpe's Waterloo, regia di Tom Clegg – film TV (1997)
- Ritorno a casa, regia di Giles Foster – miniserie TV (1998)
- Killer Net, regia di Geoffrey Sax – miniserie TV (1998)
- Every Woman Knows a Secret, regia di Paul Seed – miniserie TV (1999)
- David Copperfield, regia di Peter Medak – film TV (2000)
- Manhunt – serie TV, 8 episodi (2017)
- WandaVision, regia di Matt Shakman – miniserie TV, 9 puntate (2021)
- A Very British Scandal, regia di Anne Sewitsky – miniserie TV, 3 puntate (2021)

### Doppiatore
- Iron Man, regia di Jon Favreau (2008)
- Iron Man 2, regia di Jon Favreau (2010)
- The Avengers, regia di Joss Whedon (2012)
- Iron Man 3, regia di Shane Black (2013)
- Avengers: Age of Ultron, regia di Joss Whedon (2015)
- What If...? - serie animata (2021)

### Regista
- Shelter (2014)

## Teatro
- Un ispettore in casa Birling di J. B. Priestley, regia di Stephen Daldry. Aldwych Theatre di Londra (1994)
- Romeo e Giulietta di William Shakespeare, regia di Adrian Noble. Royal Shakespeare Theatre di Stratford-upon-Avon (1995)
- Giulio Cesare di William Shakespeare, regia di Peter Hall. Royal Shakespeare Theatre di Stratford-upon-Avon (1995)
- Riccardo III di William Shakespeare, regia di Steven Pimlott. Royal Shakespeare Theatre di Stratford-upon-Avon (1995)
- Woyzeck di Georg Büchner, regia di Sean Holmes. The Other Place di Stratford-upon-Avon (1996)
- Love and Understanding di Joe Penhall, regia di Mike Bradwell. Bush Theatre di Londra (1997)
- One More Wasted Year di Christopher Pellet, regia di Mary Peate. Ambassadors Theatre di Londra (1997)
- Stranger's House di Dea Loher, regia di Mary Peate. Ambassadors Theatre di Londra (1997)
- The Collaboration di Anthony McCarten, regia di Kwame Kwei-Armah. Young Vic di Londra, Samuel J. Friedman Theatre di Broadway (2022)

## Riconoscimenti
- Emmy Awards
  - 2021 – Candidatura – Miglior attore protagonista in una miniserie o film per WandaVision

- British Academy Film Awards
  - 2004 – Candidatura – Miglior attore non protagonista per Master & Commander - Sfida ai confini del mare

- Empire Awards
  - 2005 – Candidatura – Miglior attore britannico per Wimbledon

- Screen Actors Guild Award
  - 2002 – Candidatura – Miglior cast cinematografico per A Beautiful Mind
- Golden Globe
  - 2022 – Candidatura al miglior attore in una mini-serie o film per la televisione per Wandavision

## Doppiatori italiani
Nelle versioni in italiano delle opere in cui ha recitato, Paul Bettany è stato doppiato da:
- Roberto Pedicini in Gangster nº 1, Il destino di un cavaliere, Stories of Lost Souls, Il codice da Vinci, The Tourist, Priest
- Francesco Bulckaen in Kiss Kiss (Bang Bang), A Beautiful Mind, Master & Commander - Sfida ai confini del mare, Creation, Here
- Mauro Gravina in Avengers: Infinity War, WandaVision, Marvel Studios: Legends, Marvel Studios: Assembled
- Massimiliano Manfredi in Dogville, Firewall - Accesso negato, Manhunt
- Christian Iansante in Inkheart - La leggenda di cuore d'inchiostro, The Young Victoria, 1918 - I giorni del coraggio
- Riccardo Niseem Onorato in Wimbledon, Solo: A Star Wars Story
- Francesco Prando in Legion, Transcendence
- Roberto Chevalier in Margin Call, Legend
- Nino D'Agata in Avengers: Age of Ultron, Captain America: Civil War
- Roberto Draghetti in The Land Girls - Le ragazze di campagna, Mortdecai
- Simone Veltroni in Bent
- Oreste Baldini in The Reckoning - Percorsi criminali
- Fabio Boccanera in La vita segreta delle api
- Alessio Cigliano in Blood
- Ruggero Andreozzi in Zio Frank
- Claudio Moneta in A Very British Scandal

Da doppiatore è sostituito da:
- Nino D'Agata in Iron Man, Iron Man 2, The Avengers, Iron Man 3,  Avengers: Age of Ultron[2]
- Mauro Gravina in What If...?